# Lilla Marsar
Lilla Marsar, finska: Vähä Marsaari, är en ö i Finland. Den ligger i Skärgårdshavet och i kommunen Salo i den ekonomiska regionen  Salo i landskapet Egentliga Finland, i den sydvästra delen av landet. Ön ligger omkring 55 kilometer sydöst om Åbo och omkring 110 kilometer väster om Helsingfors.
Öns area är 5,3 hektar och dess största längd är 350 meter i sydöst-nordvästlig riktning. Ön höjer sig omkring 20 meter över havsytan. I omgivningarna runt Lilla Marsar växer i huvudsak barrskog.